# Hoengseong-eup
Hoengseong-eup (koreanska: 횡성읍) är en köping i kommunen Hoengseong-gun i provinsen Gangwon i den norra delen av Sydkorea, 90 km öster om huvudstaden Seoul. Den är administrativ huvudort i kommunen. 